# ایو-تیباوت دی سیلگای
ایو-تیبو دو سیلگی، (به فرانسوی: Yves-Thibault de Silguy) (زاده ۲۲ ژوئیه ۱۹۴۸) کارآفرین، سیاست‌مدار، بازرگان و مدیر ارشد اجرایی فرانسوی است، که در حال حاضر به‌عنوان مدیر عامل اجرایی شرکت وینچی فعالیت می‌نماید. وی همچنین عضو هیئت مدیره شرکت ال و ام هاش است. سیلگای از سال ۱۹۹۵ تاکنون نماینده فرانسه در کمیسیون اروپا می‌باشد.